# Ziri Manad
Ziri Manad, o Ziri ben Manad o Ziri ibn Manad, fue un jefe militar bereber sanhaya, y fundador de la dinastía de los ziríes que alcanzarían gran relevancia en el Mediterráneo occidental en el siglo XI. Residía en Ashir, una ciudadela que fundó al sur de la actual Argel. Es padre de Zawi ben Ziri, que fundó la Taifa de Granada, y de Buluggin ben Ziri que gobernará Ifriqiya de 972 a 984.
Cuando los fatimíes impusieron su dominación sobre Ifriqiya en el siglo X, Ziri Manad se alió con ellos alegando antiguos nexos familiares. Luchó contra los jariyitas bereberes (maghrawas, Banū Ifrēn, etcétera) que se sublevaban contra el poder fatimí. Para agradecer su apoyo, el califa fatimí Almanzor le permitió fundar la fortaleza de Ashir.
Cuando Almanzor sitió a Abū Yazīd, jefe de los bereberes jariyitas Banū Ifrēn, en las montañas de Kiyana, las tropas de Ziri le aportaron un apoyo decisivo. Después de la muerte de Abū Yazīd en 947, Ziri aplastó a los bereberes maghrawas. El emir omeya de Córdoba, aliado de los maghrawas y de los Banū Ifrēn y enfrentado a los fatimíes, reconoció entonces que su influencia en el Magreb se veía seriamente mermada después de las victorias fatimíes. En reconocimiento a su fidelidad, Almanzor nombró a Ziri Menad gobernador de Tahert, y autorizó a su hijo Buluggin ben Ziri a levantar nuevas ciudades en Medea y Miliana, después de haber expulsado a los zenatas que las gobernaban. En 960, Buluggin fortificó y amplió la antigua Icosium, hasta entonces ocupada por los Beni Mezghenna, y la renombró El-Ŷazair Beni Mezghenna (la actual Argel).
A pesar de las victorias de Ziri Manad, las guerras entre ziríes y maghrawas proseguían. Cuando Ŷaafar ibn Ali, jefe aliado de los fatimíes, se pasó al bando de los maghrawas y de los omeyas de Córdoba, Ziri decidió aplastar esta nueva revuelta. Pero fue vencido y matado en una batalla en 971. Su cabeza fue llevada al emir omeya de Córdoba, Alhakén II.
Su hijo Buluggin le sucedió y fue nombrado gobernador de Ifriquiya en 972 cuando los fatimíes transfirieron su corte de Mahdía, en Tunicia, a El Cairo, en Egipto.

## Fuente
- Ibn Khaldoun (traducción al francés de William MacGuckin Slane), Histoire des Berbères et des dynasties musulmanes de l'Afrique septentrionale, tomo 2, Imprimerie du Gouvernement, Argel, 1854, 635 p.

- Datos: Q205689